# Apache Tika
Pour les articles homonymes, voir Tika.
Apache Tika est un toolkit développé par la fondation Apache qui permet de détecter, d'extraire des métadonnées, et de structurer le contenu textuel de nombreux types de documents (gzip, .mid, .pdf, tar, zip...).
Ce projet dépendant de l'Apache Software Foundation, était auparavant un sous-projet de Apache Lucene.

## Usages notables
Tika est utilisé combiné à Solr par environ 400 journalistes pour analyser les 11,5 millions de documents divulgués lors des Panama Papers.